# Гарпалика (дочь Климена)
Гарпалика (др.-греч. Ἀρπαλύκη) — персонаж древнегреческой мифологии. Дочь Климена и Эпикасты. Её отец влюбился в неё и возлёг с ней. Отец выдал её замуж за Аластора, но затем отнял её у мужа и стал жить с ней. Тогда она накормила отца мясом своего младшего брата и стала птицей. Когда она родила, она накормила отца мясом ребёнка. Тогда отец убил её. Стала птицей халкидой. Эту птицу упоминает уже Гомер, в неё превращается Гипнос. Халкида — её имя на языке богов.